# ویتور هواس
ویتور هواس (به پرتغالی: Vítor Gialorenco Huvos) هافبک اهل برزیل است که در شهر São Paulo و در تاریخ ۸ ژوئیهٔ ۱۹۸۸ به دنیا آمده‌است.
ویتور هواس در تیم‌های فوتبال باشگاه فوتبال گراس‌هوپر زوریخ سابقهٔ حضور دارد.